# اندرسون سانتاماریا
اندرسون سانتاماریا (انگلیسی: Anderson Santamaría؛ زادهٔ ۱۰ ژانویهٔ ۱۹۹۲) بازیکن فوتبال اهل پرو است.
وی همچنین در تیم‌های ملی فوتبال تیم ملی فوتبال پرو ۶ اکتبر ۲۰۱۷ بازی کرده‌است.